# From A Room: Volume 2
From A Room: Volume 2 è il terzo album in studio del cantautore statunitense Chris Stapleton, pubblicato nel 2017. Il progetto è stato nominato ai Grammy Awards 2019 nella categoria miglior album country.

## Descrizione
Otto mesi dopo la pubblicazione del secondo album in studio, From A Room: Volume 1, risultato essere il progetto di musica country più venduto dell'anno negli Stati Uniti, Stapleton ha pubblicato il secondo volume del disco. Prodotto dal cantautore assieme a Dave Cobb, l'album comprende otto brani ed una cover che si distribuiscono una gamma di stili musicali differenti, tra cui country, southern rock e southern soul. Intervistato dalla NPR, Stapleton ha dichiarato:
(Chris Stapleton)

## Accoglienza
Robert Crawford di Rolling Stone lo descrisse come «snello e dal vivo» mentre «la voce di Stapleton rimane titanica come sempre, ma in queste nove tracce, confeziona un progetto magnifico». Sempre dalla stessa rivista musicale, Will Hermes lo paragonò a Volume 1 e opinò, «la band è la stessa ma più asgiugata, ridotta a chitarre, basso, batteria e la potente voce di Stapleton, con le armonie di sua moglie, Morgane, intelligentemente spostate in alto nel mix. Ancora una volta, le canzoni si sentono come dei classici ritrovati».
Scrivendo per Variety, Chris Willman lo ha definito il secondo miglior album country dell'anno, solo dietro lo stesso Volume 1 di Stapleton. Terence Cawley del The Boston Globe ha detto che le canzoni erano «sapientemente realizzate» trovando l'artista aderente a ciò che canta. Stephen M. Deusner di Pitchfork ha notato che Volume 2 «lievita i suoi momenti più pesanti con canzoni che celebrano le gioie semplici dell'amore, del matrimonio e della famiglia, senza scadere nel sentimentalismo».

## Riconoscimenti
From A Room: Volume 2 è stato nominato sia agli Academy of Country Music Awards che ai Country Music Association Awards come album dell'anno.
Ai Grammy Awards 2019 il disco è stato nominato nella categoria miglior album country.

## Tracce
1. Millionaire – 3:30
2. Hard Livin' – 2:59
3. Scarecrow in the Garden – 3:20
4. Nobody's Lonely Tonight – 3:26
5. Tryin' to Untangle My Mind – 3:14
6. A Simple Song – 3:36
7. Midnight Train to Memphis – 3:42
8. Drunkard's Prayer – 4:07
9. Friendship – 4:25

## Successo commerciale
From A Room: Volume 2 ha debuttato al numero due della Billboard 200 con 125.000 unità equivalente ad album. Grazie Volume 1, che ha esordito al numero 2 della medesima classifica nel maggio 2017, Stapleton è il primo artista country a segnare due album in classifica alle prime due posizione in un anno solare sulla Billboard 200 da Luke Bryan, il quale ottenne il medesimo risultato nel 2013. Nelle classifiche del 10 febbraio 2018, tutti e tre i progetti discografici di Stapleton, Traveller, From A Room: Volume 1, Volume 2, hanno occupato i primi tre posti della US Top Country Albums, rendendo Stapleton il terzo artista nella storia della classifica a riuscirci, dopo Garth Brooks nel 1992 e Charlie Rich nel 1974.

## Classifiche
| Classifica (2017) | Posizione massima |
| ----------------- | ----------------- |
| Australia         | 25                |
| Canada            | 5                 |
| Paesi Bassi       | 99                |
| Regno Unito       | 89                |
| Stati Uniti       | 2                 |
| Svizzera          | 62                |